# Selenia aestiva
Selenia aestiva là một loài bướm đêm trong họ Geometridae.